# Aérodrome de Sarrebourg - Buhl
L’aérodrome de Sarrebourg - Buhl (code OACI : LFGT) est un aérodrome civil, ouvert à la circulation aérienne publique (CAP), situé sur le territoire de la commune de Buhl-Lorraine à 2,5 km au sud-est de Sarrebourg dans le département de la Moselle, en Lorraine (région Grand Est, France).
Il est utilisé pour la pratique d’activités de loisirs et de tourisme (aviation légère et aéromodélisme).

## Histoire
En 1871, l'Alsace-Lorraine est annexée à l'Empire allemand. Sarrebourg devient une importante ville de garnison. Les autorités allemandes construisent de nombreuses casernes et aménagent un terrain de manœuvres à Buhl. Au début du XXe siècle, une partie de ce terrain est utilisée par la toute récente aviation militaire.
L'aéroclub de la région de Sarrebourg est créé en 1947 par Henry Metz, serrurier né à Sarrebourg en 1892 et ayant appris à piloter lors de son service militaire dans l'armée allemande.
Le 28 mai 2006, l'aérodrome de Sarrebourg - Buhl a été rebaptisé « aérodrome Henry Metz » du nom du fondateur de l'aéroclub. Il appartient aujourd'hui à la Communauté de communes de Sarrebourg - Moselle Sud.

## Installations
L’aérodrome dispose de deux pistes orientées sud-nord (04/22) :
- une piste bitumée longue de 740 mètres et large de 20 ;
- une piste en herbe longue de 770 mètres et large de 80.

L’aérodrome n’est pas contrôlé. Les communications s’effectuent en auto-information sur la fréquence de 123,500 MHz.
S’y ajoutent :
- une aire de stationnement ;
- un hangar ;
- une station d’avitaillement en carburant (100LL) et en lubrifiant[4].

## Activités
- Aéroclub de la région de Sarrebourg ;
- Sarrebourg vol à voile ;
- Skybirds team ULM Sarrebourg ;
- Club d'Aéromodélisme de Sarrebourg-Buhl